# Hippopotamyrus wilverthi
Hippopotamyrus wilverthi es una especie de pez elefante eléctrico perteneciente al género Hippopotamyrus en la familia Mormyridae presente en varias cuencas hidrográficas de África, entre ellas el Pool Malebo y el río Congo. Es nativa de la República Democrática del Congo y de la República Centroafricana; y puede alcanzar un tamaño aproximado de 26,0 cm.

## Estado de conservación
Respecto al estado de conservación, se puede indicar que de acuerdo a la IUCN, esta especie puede catalogarse en la categoría «Preocupación menor (LC)».